# Alex Van Halen
Alexander Arthur "Alex" Van Halen, född 8 maj 1953 i Amsterdam, Nederländerna, är en nederländsk-amerikansk trummis, mest känd för att ha grundat bandet Van Halen tillsammans med sin bror Eddie. 1962 flyttade familjen till Pasadena i Kalifornien. Både han själv och hans bror är numera amerikanska medborgare.

## Biografi
Alex Van Halen började tidigt i livet med musik. Han började spela gitarr i tioårsåldern tillsammans med sin bror Eddie Van Halen som spelade trummor. De skiftade dock instrument snart då Alex smygtränade och blev duktigare på trummor när Eddie var ute och delade ut tidningar. Eddie tog då istället över gitarren. De bildade sedan Van Halen efter att ha rekryterat David Lee Roth och Michael Anthony. År 1977 fick de skivkontrakt och gav följande år ut många prisade album. Alex blev en viktig del i gruppen och hans trumsolon under turnéer blev ett slags varumärke. Han är känd för att ha ett mycket stort trumset då han uppträder.
Efter att hans far Jan dog i december 1986 blev Alex nykter i april 1987, efter flera hårda år av festande.
Alex har på senare tid blivit prästvigd och vigde sin bror Eddie Van Halen 2009.